# Friedrich Karl Gramsch

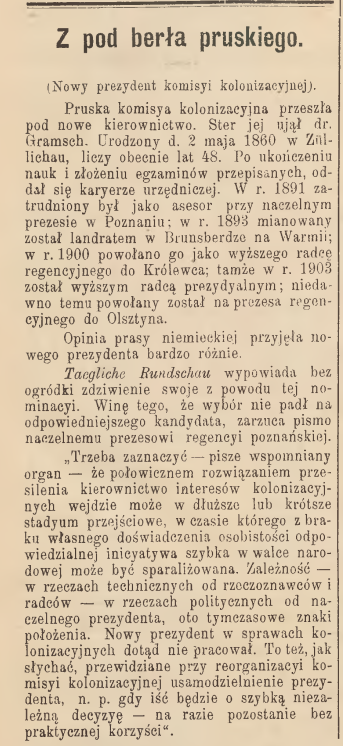
Artikel zu F. K. Gramsch

Friedrich Karl Feodor Oskar Gramsch (* 2. Mai 1860 in Züllichau, Provinz Brandenburg; † 5. Februar 1923 in  Königsberg i. Pr., Provinz Ostpreußen) war ein deutscher Verwaltungsjurist im Königreich Preußen.

## Leben
Als Dr. iur. war Gramsch von 1892 bis 1900 Landrat im Kreis Braunsberg. Er war Regierungspräsident im Regierungsbezirk Allenstein (1908), im Regierungsbezirk Gumbinnen (1913–1915) und im Regierungsbezirk Königsberg (1915–1923). Als  Wirkl. Geh. Oberregierungsrat war er Präsident der Preußischen Ansiedlungskommission für Westpreußen und Posen (1908–1913). Er folgte in dieser Aufgabe Paul Blomeyer, und übergab sie nachfolgend Georg Ganse.
Sein Sohn, Friedrich Gramsch, war auch preußischer Beamter und Landrat des Landkreises Heiligenbeil.